# 伊恩·巴克
伊恩·巴克（英語：Ian Barker，1966年8月10日—），生于威尔士加的夫，英国前男子帆船运动员。他曾代表英国参加2000年夏季奥林匹克运动会帆船比赛，获得一枚银牌。